# Małocin (województwo mazowieckie)
Małocin – wieś w Polsce położona w województwie mazowieckim, w powiecie żuromińskim, w gminie Bieżuń. Ma status sołectwa.
W latach 1975–1998 miejscowość administracyjnie należała do województwa ciechanowskiego.
W 1926 roku podczas kopania torfu na łąkach pod Małocinem odkryto wczesnośredniowieczny posąg nazywany Kamienne bóstwo pogańskie z Małocina.